# Waidhaus
Waidhaus là một đô thị ở huyện Neustadt (Waldnaab) bang Bayern thuộc nước Đức.

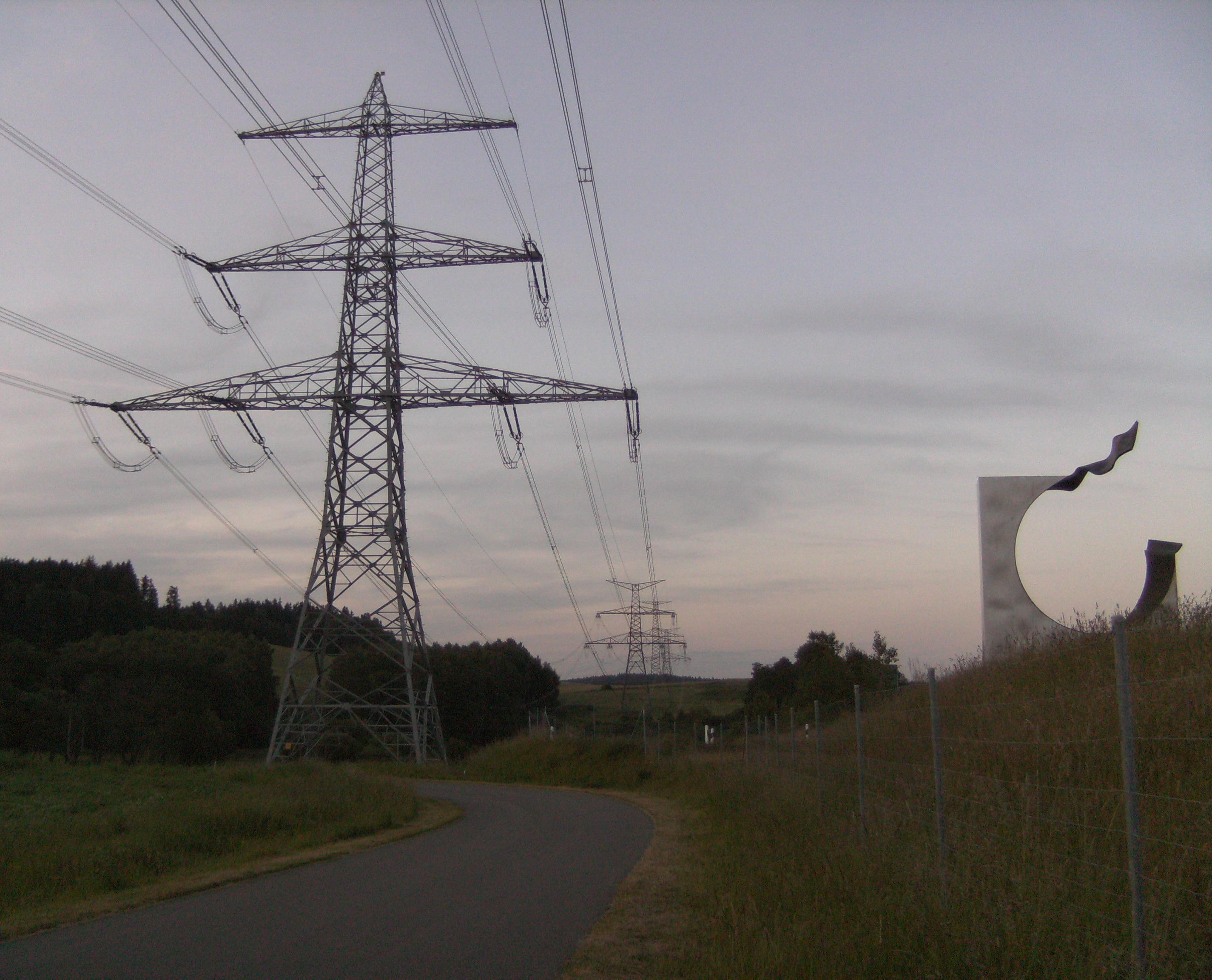
380 kV-powerline crossing the national border between Bavaria and Czech near Waidhaus. The pylon in the foreground stands in Bavaria the others are in Czech

## Các xã lân cận
Các xã lân cận: Rozvadov, Eslarn, Pleystein, Georgenberg.
| Georgenberg 10 km | Rozvadov 5 km  | Rozvadov 5 km |
| Pleystein 8 km    | Các xã lân cận | Rozvadov 5 km |
| Pleystein 8 km    | Eslarn 8 km    | Eslarn 8 km   |